# Igor Wiktorowitsch Tjutin
Igor Wiktorowitsch Tjutin (russisch Игорь Викторович Тютин, wiss. Transliteration Igor' Viktorovič Tjutin, englische Umschrift Tyutin; * 24. August 1940) ist ein russischer theoretischer Physiker, der sich mit Quantenfeldtheorie beschäftigt.
Tjutin ist Professor am Lebedew-Institut in Moskau.
Tjutin entwickelte den BRST-Formalismus, eine Methode zur Quantisierung von Systemen mit Nebenbedingungen wie Eichtheorien, in Russland parallel zu Raymond Stora, Alain Rouet und Carlo Becchi in Frankreich um 1975. Das Verfahren ist in der Quantenfeldtheorie von fundamentaler Bedeutung (einschließlich Versuchen zur Konstruktion von Stringfeldtheorien).
2001 erhielt Tjutin den Tamm-Preis. 2009 erhielt er mit Raymond Stora, Alain Rouet und Carlo Becchi den Dannie-Heineman-Preis. Für 2024 wurde Tjutin der Pomerantschuk-Preis zugesprochen.

## Werke
- mit Dmitrij M. Gitman: Quantization of fields with constraints. Springer, Berlin [u. a.] 1990, ISBN 3-540-51679-4
- mit Dmitry Gitman und Boris Voronov: Self-adjoint Extensions in Quantum Mechanics: general theory and applications to Schrödinger and Dirac equations with singular potentials. Birkhäuser, 2012, ISBN 978-0-8176-4400-0, ISBN 978-0-8176-4662-2